# Die Senatorin für Wirtschaft, Häfen und Transformation
Die Senatorin für Wirtschaft, Häfen und Transformation ist das Wirtschaftsministerium der Freien Hansestadt Bremen. Die Behörde vereinigt die politische und Verwaltungszuständigkeit für die Wirtschaftsförderung und -regulierung und die Hafenwirtschaft.
Vor 2011 war die Behörde für Wirtschaft und Häfen zuständig, dann wurde ihre Zuständigkeit um den Bereich Arbeit erweitert. Ab dem 20. August 2019 war die Behörde zusätzlich für Europa und nicht mehr für Häfen zuständig. Die Zuständigkeit für Häfen wechselte zur Senatorin für Wissenschaft und Häfen. Seit dem 5. Juli 2023 ist die Behörde wieder für die Häfen zuständig, ist jedoch nicht mehr für den Bereich Arbeit verantwortlich. Senatorin ist Kristina Vogt, (Die Linke). Staatsräte sind Kai Stührenberg (Die Linke; Häfen) und Maike Frese (parteilos; Wirtschaft).

## Gliederung und Standorte

### Gliederung
- Abteilung Wirtschaft mit Ressorts für Gewerbeplanung, Einzelhandel, Tourismus, Internationales und Controlling
- Abteilung Arbeit mit Ressorts für Arbeitsmarktpolitik, Grundsicherung für Arbeitsuchende und Arbeitsrecht, Jugendberufsagentur, Regionale Bündnisse, Beschäftigungspolitisches Aktionsprogramm (BAP), ESF-Verwaltungsbehörde und Arbeitsförderung
- Abteilung Europa
- Abteilung Innovation, Industrie, Digitalisierung mit Ressorts für Industrie und Cluster, Innovation, Digitalisierung und neue Themen, Förderung und Finanzierung
- Abteilung Gewerbe- und Marktangelegenheiten

- Die Deputation für Wirtschaft, Arbeit und Europa ist unter Vorsitz des Senators als Verwaltungsausschuss der Bremischen Bürgerschaft für die politische Kontrolle der Behörde zuständig.

### Standorte
Die senatorische Dienststelle befindet sich in Bremen, Zweite Schlachtpforte 3. Ein weiterer Standort befindet sich in Bremen, Katherinenklosterhof 3. 